# Конончук Тетяна Іванівна
Тетя́на Іва́нівна Конончу́к (6 червня 1952, с. Журжинці, Лисянський район, Київська область, тепер Черкаська область — 24 травня 2023, Київ) — українська літературознавиця, фольклористка, культуролог, педагог; кандидат філологічних наук (1996); членкиня НСЖУ (1998), НСПУ (2002).

## Біографічні дані
Закінчила Богуславське педагогічне училище (1971), факультет журналістики Київського державного університету (1979).
Працювала у видавництві «Веселка» (1984–93): від 1988 року — завідувачка редакції літератури для дітей середнього шкільного віку.
Починаючи від 1993 року — головна редакторка видавництва «Твім інтер».
У 1996–97 роках Т. І. Конончук — другий секретар управління інформації МЗС України.
Від 1997 року — працює в Академії адвокатури України, зокрема від 2005 року — завідувачка кафедри української філології та культурології, від 2007 року — професорка.

## Науково-творча діяльність і відзнаки
Коло наукових інтересів Т. І. Конончук охоплює відображення в українській культурі трагедії голодомору 1932–33 в Україні; питання фольклору, сучасної української літератури, живопису, скульптури як художнього осмислення реалій ХХ століття.
Вона — авторка розділів у низці підручників і посібників для ВНЗ та ЗОШ, співупорядниця хрестоматії української літератури ХХ століття «Живиця» (1998) і «Українсько-англійського юридичного словника» (2007; усі — Київ).
Переклала «Учення Христа, переказане для дітей» Л. Толстого (1992; 1999).
Тетяна Іванівна Конончук — лауреатка премій «Благовіст» (2006) та Премії імені Петра Тронька (2014) «За видання краєзнавчої літератури» як співаторка книги «Шевченків край. Історико-етнографічне дослідження»; має орден «За заслуги» 3-го ступеню (2007).